# Unité solaire
Les unités solaires sont des unités utilisées en particulier en astrophysique, dont les valeurs correspondent à celles des paramètres correspondants du Soleil. On peut citer notamment : 
- la masse solaire : {\displaystyle M_{\odot }\approx 2\times 10^{30}\;{\rm {kg}}},
- le rayon solaire : {\displaystyle R_{\odot }\approx 6{,}96\times 10^{5}\;{\rm {km}}},
- la luminosité solaire : {\displaystyle L_{\odot }\approx 3{,}8\times 10^{26}\;{\rm {W}}}.

Ce sont notamment les paramètres d'autres étoiles qui sont exprimés par rapport au Soleil.

## Constantes solaires de conversion
Les constantes solaires de conversion sont cinq unités de conversion dont les valeurs nominales respectives ont été approuvées dans la résolution B3 adoptée le 13 août 2015 à Honolulu par l'Union astronomique internationale lors de sa 29e assemblée générale. Ces cinq constantes sont les suivantes :
| Désignation                            | Notation (LaTeX)                                                     | Valeur nominale                       |
| -------------------------------------- | -------------------------------------------------------------------- | ------------------------------------- |
| Rayon solaire nominal                  | {\displaystyle {\mathcal {R}}_{\odot }^{\mathrm {N} }}               | 1 RN ☉ = 6,957 × 108 m                |
| Irradiance solaire totale nominale     | {\displaystyle {\mathcal {S}}_{\odot }^{\mathrm {N} }}               | 1 SN ☉ = 1 361 W m−2                  |
| Luminosité solaire nominale            | {\displaystyle {\mathcal {L}}_{\odot }^{\mathrm {N} }}               | 1 LN ☉ = 3,828 × 1026 W               |
| Température solaire effective nominale | {\displaystyle {\mathcal {T}}_{{\text{eff}}\;\odot }^{\mathrm {N} }} | 1 TN eff ☉ = 5 772 K                  |
| Paramètre de masse solaire nominal     | {\displaystyle ({\mathcal {GM}})_{\odot }^{\mathrm {N} }}            | 1 (GM)N ☉ = 1,327 124 4 × 1020 m3 s−2 |

Ces constantes, dont les valeurs sont certes basées sur les meilleures estimations actuelles des paramètres solaires, ne sont pour autant que des "unités" et non pas les "vraies" valeurs des paramètres solaires correspondants (ces derniers ayant notamment une certaine incertitude).
Par ailleurs, il faut noter que les symboles de ces constantes nominales utilisent des lettres arrondies ({\displaystyle {\mathcal {R}}} ou {\displaystyle {\mathcal {T}}} par exemple) en plus d'un "N" en exposant, contrairement aux grandeurs correspondantes qui sont écrites en utilisant les mêmes lettres mais sous leur forme habituelle ({\displaystyle R} ou {\displaystyle T} par exemple).